# Great Kei (gmina)
Great Kei – gmina w Republice Południowej Afryki, w Prowincji Przylądkowej Wschodniej, w dystrykcie Amatole. Siedzibą administracyjną gminy jest Komga.